# Ухай
Ухай (кит. 乌海市, пін. Wūhăi Shì) — місто-округ в автономному регіоні Внутрішня Монголія.

## Географія
Ухай лежить у західній частині пустелі Ордос на лівому березі Хуанхе.

### Клімат
Місто знаходиться у зоні, котра характеризується кліматом пустель помірного поясу. Найтепліший місяць — липень із середньою температурою 24.3 °C (75.7 °F). Найхолодніший місяць — січень, із середньою температурою -9.3 °С (15.3 °F).
| Клімат Ухая             | Клімат Ухая | Клімат Ухая | Клімат Ухая | Клімат Ухая | Клімат Ухая | Клімат Ухая | Клімат Ухая | Клімат Ухая | Клімат Ухая | Клімат Ухая | Клімат Ухая | Клімат Ухая | Клімат Ухая |
| Показник                | Січ.        | Лют.        | Бер.        | Квіт.       | Трав.       | Черв.       | Лип.        | Серп.       | Вер.        | Жовт.       | Лист.       | Груд.       | Рік         |
| Середній максимум, °C   | −3,8        | 0,2         | 7,7         | 16,1        | 23          | 27,4        | 29          | 27          | 21,6        | 14,6        | 5           | −2,2        | 13,8        |
| Середня температура, °C | −9,3        | −5,6        | 2,2         | 10,3        | 17,4        | 21,9        | 24,3        | 22,5        | 16,7        | 9,4         | 0,3         | −7,3        | 8,6         |
| Середній мінімум, °C    | −17,2       | −14         | −6,7        | 1           | 8           | 13,1        | 16          | 14,6        | 8,4         | 0,8         | −7,4        | −14,6       | 0,2         |
| Норма опадів, мм        | 1.1         | 1.4         | 3.4         | 8.6         | 10.6        | 15.6        | 36.8        | 48.8        | 19.8        | 9.4         | 2.7         | 0.4         | 158.6       |
| Днів з опадами          | 1,1         | 1,2         | 1,7         | 2,2         | 3,3         | 5           | 8,7         | 7,9         | 5,7         | 3,2         | 1,8         | 0,6         | 42,4        |
| Вологість повітря, %    | 57.8        | 51.1        | 46.3        | 41.1        | 42.8        | 49.1        | 57.8        | 61.9        | 60.3        | 58.5        | 61.3        | 62.3        | 54.2        |
| ----------------------- | ----------- | ----------- | ----------- | ----------- | ----------- | ----------- | ----------- | ----------- | ----------- | ----------- | ----------- | ----------- | ----------- |
| Джерело: Weatherbase    |             |             |             |             |             |             |             |             |             |             |             |             |             |